# Porter (birra)

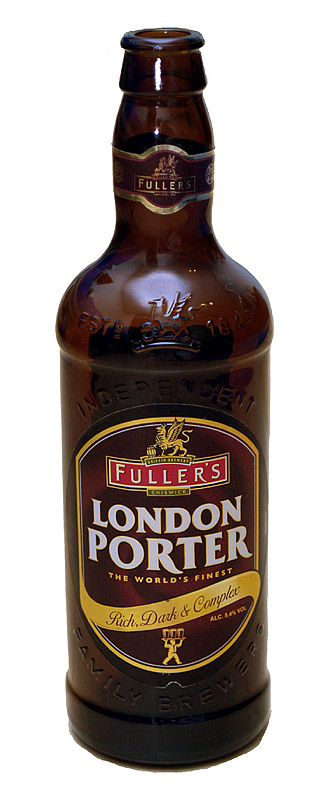
Bottiglia di London Porter

Porter è uno stile di birra, ottenuto con malti di colore scuro.
Il termine "porter" in inglese significa facchino: la birra proposta per la prima volta nel 1722 da un pub di Londra in poco tempo divenne popolare tra quei lavoratori.
Da questo tipo di birra derivò la Stout, che si chiama così perché inizialmente le porter particolarmente forti erano dette "Extra Porter" o "Double Porter" o "Stout Porter", nome che in seguito fu abbreviato semplicemente con stout. Ad esempio la Guinness Extra Stout fu chiamata così solo nel 1840, mentre prima era conosciuta come Extra Superior Porter.
La diffusione dei microbirrifici negli ultimi 20 anni ha contribuito alla rinascita di questo stile birrario, che è sempre più apprezzato e disponibile in molte varietà, in ogni parte del mondo.

## Storia
Nel 1802 uno scrittore chiamato John Feltham scrisse una versione della storia della porter che in seguito sarebbe stata considerata la base per tutto ciò che venne detto sull'argomento. Molto poco della storia di Feltham era fondato sulla verità, il suo racconto è basato su una lettera scritta da Obadiah Poundage (che aveva lavorato per decenni nel commercio di birra a Londra) negli anni 60 del XVIII secolo. Feltham fraintese parti del testo, soprattutto a causa della sua poca familiarità con la terminologia birraria del XVII secolo.

## Le porter in Irlanda
La Porter fu prodotta per la prima volta in Irlanda nel 1776, come reazione all'aumentare delle importazioni di birra da Londra; fu introdotta da Arthur Guinness, che tuttavia continuò a produrre ale fino al 1799.
In Irlanda e specialmente a Dublino, è conosciuta come "Plain Porter" o semplicemente "Plain".
L'ultima Porter irlandese fu prodotta dalla Guinness nel 1974, ed è tuttora prodotta dal microbirrificio Porterhouse Brewery di Dublino, proprio con il nome di "Plain Porter".

## Le porter nel mondo

### Baltic porter
Le esportazioni di Porter dalla Gran Bretagna verso la corte imperiale russa (da cui anche il termine "imperial stout"), attraverso le antiche rotte commerciali anseatiche, ispirarono i mastri birrai delle regioni attraversate a provare a produrla da sé. Attualmente tutti i paesi che si affacciano sul mar Baltico (Danimarca, Svezia, Finlandia, Estonia, Lettonia, Lituania, Polonia e Russia) continuano a produrre Porter. La birra in questi paesi ha un contenuto alcolico superiore alle altre Porter ed è conosciuta come Baltic porter.
Furono introdotte a partire dal XVIII secolo come birre ad alta fermentazione e così rimasero quando i mastri birrai locali iniziarono a produrle nella prima metà del XIX secolo. Quando la produzione passò alla bassa fermentazione, verso la seconda metà del XIX secolo, molti iniziarono a produrre la loro Porter con maggiori quantità di lievito. Al giorno d'oggi ne rimangono solo poche prodotte ad alta fermentazione.

### Porter canadesi
La Porter è piuttosto popolare anche in alcune province marittime del Canada.